# Glandulocauda
Glandulocauda är ett släkte av fiskar. Glandulocauda ingår i familjen Characidae.
Kladogram enligt Catalogue of Life:
| Glandulocauda | \| \| Glandulocauda caerulea \| \| \| \| \| \| Glandulocauda melanopleura \| \| \| \| |
|               | \| \| Glandulocauda caerulea \| \| \| \| \| \| Glandulocauda melanopleura \| \| \| \| |
|               | Glandulocauda caerulea                                                                |
|               |                                                                                       |
|               | Glandulocauda melanopleura                                                            |
|               |                                                                                       |